# Lista de chefes de governo de Portugal por idade
Este artigo apresenta a lista de chefes de governo de Portugal por idade, sendo possível ordenar por idade no inicio do primeiro governo, por idade no fim do último governo, por período pós-governação e por longevidade. Estão incluídos os 84 chefes de governo, dois dos quais interinos por morte do anterior incumbente (João do Canto e Castro e Diogo Freitas do Amaral), bem como três chefes de governo interinos em substituição de chefe de governo vivo (José Norton de Matos, Luís Maria Lopes da Fonseca e Vasco Almeida e Costa em substituição, respetivamente, de Afonso Costa, de Artur Ivens Ferraz e de José Pinheiro de Azevedo) e dois chefes de governo nomeados mas que não chegaram a tomar posse (Marquês de Valença e Francisco Fernandes Costa), perfazendo um total de 90 pessoas que no seu todo correspondem a 120 mandatos efetivos ininterruptos.
O chefe de governo que viveu mais anos foi Bernardino Machado, com 93 anos e 32 dias, já o que viveu menos anos foi António Granjo, com 39 anos e 296 dias. 
Se olharmos o panorama por Regime, na Monarquia Constitucional, o chefe de governo que viveu mais anos foi Costa Cabral, com 86 anos e 115 dias e o que viveu menos anos foi Barão de Sabrosa, com 53 anos e 9 dias, na Primeira República, o chefe de governo que viveu mais anos foi Bernardino Machado, com 93 anos e 32 dias, já o que viveu menos anos foi António Granjo, com 39 anos e 296 dias, na Segunda República, o chefe de governo que viveu mais anos foi Luís Maria Lopes da Fonseca, com 91 anos e 282 dias, já o que viveu menos anos foi Artur Ivens Ferraz, com 62 anos e 46 dias e na Terceira Republica, o chefe de governo que viveu mais anos foi Mário Soares, com 92 anos e 31 dias, já o que viveu menos anos foi Francisco Sá Carneiro, com 46 anos e 138 dias.
O chefe de governo mais velho vivo é Francisco Pinto Balsemão, com 87 anos e 200 dias, já o mais novo é Luís Montenegro, com 52 anos e 32 dias.
O chefe de governo mais velho a assumir funções foi João Crisóstomo, com 79 anos e 260 dias e também o mais velho a cessar funções, com 80 anos e 355 dias. O chefe de governo mais novo a assumir funções foi António Dias de Oliveira, com 32 anos e 344 dias e também o mais novo a cessar funções, com 33 anos e 48 dias.
Francisco da Cunha Leal, foi o chefe de governo com a aposentadoria mais longa, 48 anos e 79 dias, já a aposentadoria mais curta (sem contar, os chefes de governo que morreram durante o mandato) foi de António Rodrigues Sampaio, com 303 dias.
- Bernardino Machado, presidente do Ministério (1914; 1921), com 93 anos e 32 dias, é o chefe de governo que viveu mais anos.
- António Granjo, presidente do Ministério (1920; 1921), com 39 anos e 296 dias, é o chefe de governo que viveu menos anos.
- Francisco Pinto Balsemão, primeiro-ministro (1981–1983), com 87 anos e 200 dias, é o chefe de governo vivo mais velho.
- Luís Montenegro, primeiro-ministro (2024– ), com 52 anos e 32 dias, é o chefe de governo vivo mais novo.
- João Crisóstomo, presidente do Conselho de Ministros (1890–1892), foi o chefe de governo mais velho a assumir funções, com 79 anos e 260 dias e o chefe de governo mais velho a cessar funções, com 80 anos e 355 dias.
- António Dias de Oliveira, presidente do Conselho de Ministros (1837), foi o chefe de governo mais novo a assumir a funções, com 32 anos e 344 dias e o chefe de governo mais novo a cessar funções, com 33 anos e 48 dias.

## Lista[1]
A 20 de março de 2025 a lista encontra-se ordenada desta forma:
Legenda de cores
|  |    | Chefes de governo                       | Data de Nascimento      | Idade no inicio do primeiro governo       | Idade no fim do último governo            | Período pós-governação | Data de Falecimento     | Longevidade       |
|  | -- | --------------------------------------- | ----------------------- | ----------------------------------------- | ----------------------------------------- | ---------------------- | ----------------------- | ----------------- |
|  | 1  | Duque de Palmela                        | 8 de maio de 1781       | 53 anos, 139 dias 24 de setembro de 1834  | 65 anos, 151 dias 6 de outubro de 1846    | 4 anos, 6 dias         | 12 de outubro de 1850   | 69 anos, 157 dias |
|  | 2  | Conde de Linhares                       | 25 de junho de 1790     | 44 anos, 313 dias 4 de maio de 1835       | 44 anos, 336 dias 27 de maio de 1835      | 22 anos, 34 dias       | 30 de junho de 1857     | 67 anos, 5 dias   |
|  | 3  | Duque de Saldanha                       | 17 de novembro de 1790  | 44 anos, 191 dias 27 de maio de 1835      | 79 anos, 285 dias 29 de agosto de 1870    | 6 anos, 84 dias        | 21 de novembro de 1876  | 86 anos, 4 dias   |
|  | 4  | José Jorge Loureiro                     | 23 de abril de 1791     | 44 anos, 216 dias 25 de novembro de 1835  | 44 anos, 363 dias 20 de abril de 1836     | 24 anos, 42 dias       | 1 de junho de 1860      | 69 anos, 39 dias  |
|  | 5  | Duque da Terceira                       | 18 de março de 1792     | 44 anos, 33 dias 20 de abril de 1836      | 68 anos, 39 dias 26 de abril de 1860      | 0 dias                 | 26 de abril de 1860     | 68 anos, 39 dias  |
|  | 6  | Conde de Lumiares                       | 12 de janeiro de 1788   | 48 anos, 242 dias 10 de setembro de 1836  | 48 anos, 297 dias 4 de novembro de 1836   | 12 anos, 354 dias      | 24 de outubro de 1849   | 61 anos, 285 dias |
|  | 7  | Marquês de Valença                      | 20 de maio de 1780      | 56 anos, 168 dias 4 de novembro de 1836   | 56 anos, 169 dias 5 de novembro de 1836   | 3 anos, 113 dias       | 26 de fevereiro de 1840 | 59 anos, 282 dias |
|  | 8  | Marquês de Sá da Bandeira               | 26 de setembro de 1795  | 41 anos, 40 dias 5 de novembro de 1836    | 75 anos, 33 dias 29 de outubro de 1870    | 5 anos, 69 dias        | 6 de janeiro de 1876    | 80 anos, 102 dias |
|  | 9  | António Dias de Oliveira                | 23 de junho de 1804     | 32 anos, 344 dias 2 de junho de 1837      | 33 anos, 48 dias 10 de agosto de 1837     | 45 anos, 255 dias      | 22 de abril de 1883     | 78 anos, 303 dias |
|  | 10 | Barão de Sabrosa                        | 30 de março de 1788     | 51 anos, 19 dias 18 de abril de 1839      | 51 anos, 241 dias 26 de novembro de 1839  | 1 ano, 133 dias        | 8 de abril de 1841      | 53 anos, 9 dias   |
|  | 11 | Conde do Bonfim                         | 23 de fevereiro de 1787 | 52 anos, 276 dias 26 de novembro de 1839  | 54 anos, 106 dias 9 de junho de 1841      | 21 anos, 31 dias       | 10 de julho de 1862     | 75 anos, 137 dias |
|  | 12 | Joaquim António de Aguiar               | 24 de agosto de 1792    | 48 anos, 289 dias 9 de junho de 1841      | 75 anos, 133 dias 4 de janeiro de 1868    | 6 anos, 142 dias       | 26 de maio de 1874      | 81 anos, 275 dias |
|  | 13 | António Bernardo da Costa Cabral        | 9 de maio de 1803       | 46 anos, 40 dias 18 de junho de 1849      | 47 anos, 352 dias 26 de abril de 1851     | 38 anos, 128 dias      | 1 de setembro de 1889   | 86 anos, 115 dias |
|  | 14 | Duque de Loulé                          | 6 de novembro de 1804   | 51 anos, 213 dias 6 de junho de 1856      | 65 anos, 194 dias 19 de maio de 1870      | 5 anos, 4 dias         | 23 de maio de 1875      | 70 anos, 198 dias |
|  | 15 | Duque de Ávila                          | 8 de março de 1807      | 60 anos, 302 dias 4 de janeiro de 1868    | 70 anos, 327 dias 29 de janeiro de 1878   | 3 anos, 94 dias        | 3 de maio de 1881       | 74 anos, 56 dias  |
|  | 16 | António Maria de Fontes Pereira de Melo | 8 de setembro de 1819   | 52 anos, 5 dias 13 de setembro de 1871    | 66 anos, 165 dias 20 de fevereiro de 1886 | 336 dias               | 22 de janeiro de 1887   | 67 anos, 136 dias |
|  | 17 | Anselmo José Braamcamp                  | 23 de outubro de 1817   | 61 anos, 221 dias 1 de junho de 1879      | 63 anos, 153 dias 25 de março de 1881     | 4 anos, 233 dias       | 13 de novembro de 1885  | 68 anos, 21 dias  |
|  | 18 | António Rodrigues Sampaio               | 25 de julho de 1806     | 74 anos, 243 dias 25 de março de 1881     | 75 anos, 112 dias 14 de novembro de 1881  | 303 dias               | 13 de setembro de 1882  | 76 anos, 50 dias  |
|  | 19 | José Luciano de Castro                  | 14 de dezembro de 1834  | 51 anos, 68 dias 20 de fevereiro de 1886  | 71 anos, 95 dias 19 de março de 1906      | 7 anos, 355 dias       | 9 de março de 1914      | 79 anos, 85 dias  |
|  | 20 | António Serpa                           | 20 de novembro de 1825  | 64 anos, 55 dias 14 de janeiro de 1890    | 64 anos, 328 dias 14 de outubro de 1890   | 9 anos, 139 dias       | 2 de março de 1900      | 74 anos, 102 dias |
|  | 21 | João Crisóstomo                         | 27 de janeiro de 1811   | 79 anos, 260 dias 14 de outubro de 1890   | 80 anos, 355 dias 17 de janeiro de 1892   | 2 anos, 355 dias       | 7 de janeiro de 1895    | 83 anos, 345 dias |
|  | 22 | José Dias Ferreira                      | 30 de novembro de 1837  | 54 anos, 48 dias 17 de janeiro de 1892    | 55 anos, 85 dias 23 de fevereiro de 1893  | 14 anos, 197 dias      | 8 de setembro de 1907   | 69 anos, 282 dias |
|  | 23 | Ernesto Hintze Ribeiro                  | 7 de novembro de 1849   | 43 anos, 108 dias 23 de fevereiro de 1893 | 56 anos, 193 dias 19 de maio de 1906      | 1 ano, 74 dias         | 1 de agosto de 1907     | 57 anos, 267 dias |
|  | 24 | João Franco                             | 14 de fevereiro de 1855 | 51 anos, 94 dias 19 de maio de 1906       | 52 anos, 355 dias 4 de fevereiro de 1908  | 21 anos, 59 dias       | 4 de abril de 1929      | 74 anos, 49 dias  |
|  | 25 | Francisco Ferreira do Amaral            | 11 de junho de 1843     | 64 anos, 238 dias 4 de fevereiro de 1908  | 65 anos, 197 dias 25 de dezembro de 1908  | 14 anos, 229 dias      | 11 de agosto de 1923    | 80 anos, 61 dias  |
|  | 26 | Artur de Campos Henriques               | 28 de abril de 1852     | 56 anos, 241 dias 25 de dezembro de 1908  | 56 anos, 348 dias 11 de abril de 1909     | 13 anos, 210 dias      | 7 de novembro de 1922   | 70 anos, 193 dias |
|  | 27 | Sebastião Teles                         | 27 de julho de 1847     | 61 anos, 258 dias 11 de abril de 1909     | 61 anos, 291 dias 14 de maio de 1909      | 12 anos, 24 dias       | 7 de junho de 1921      | 73 anos, 315 dias |
|  | 28 | Venceslau de Lima                       | 15 de novembro de 1858  | 50 anos, 180 dias 14 de maio de 1909      | 51 anos, 37 dias 22 de dezembro de 1909   | 10 anos, 2 dias        | 24 de dezembro de 1919  | 61 anos, 39 dias  |
|  | 29 | Francisco da Veiga Beirão               | 24 de julho de 1841     | 68 anos, 151 dias 22 de dezembro de 1909  | 68 anos, 337 dias 26 de junho de 1910     | 6 anos, 138 dias       | 11 de novembro de 1916  | 75 anos, 110 dias |
|  | 30 | António Teixeira de Sousa               | 5 de maio de 1857       | 53 anos, 52 dias 26 de junho de 1910      | 53 anos, 153 dias 5 de outubro de 1910    | 6 anos, 243 dias       | 5 de junho de 1917      | 60 anos, 31 dias  |
|  | 31 | Teófilo Braga                           | 24 de fevereiro de 1843 | 67 anos, 223 dias 5 de outubro de 1910    | 68 anos, 191 dias 3 de setembro de 1911   | 12 anos, 147 dias      | 28 de janeiro de 1924   | 80 anos, 338 dias |
|  | 32 | João Chagas                             | 1 de setembro de 1863   | 48 anos, 2 dias 3 de setembro de 1911     | 51 anos, 258 dias 17 de maio de 1915      | 10 anos, 11 dias       | 28 de maio de 1925      | 61 anos, 269 dias |
|  | 33 | Augusto de Vasconcelos                  | 24 de setembro de 1867  | 44 anos, 49 dias 12 de novembro de 1911   | 45 anos, 6 dias 30 de setembro de 1912    | 38 anos, 362 dias      | 27 de setembro de 1951  | 84 anos, 3 dias   |
|  | 34 | Duarte Leite                            | 11 de agosto de 1864    | 47 anos, 310 dias 16 de junho de 1912     | 48 anos, 151 dias 9 de janeiro de 1913    | 37 anos, 262 dias      | 28 de setembro de 1950  | 86 anos, 48 dias  |
|  | 35 | Afonso Costa                            | 6 de março de 1871      | 41 anos, 309 dias 9 de janeiro de 1913    | 46 anos, 258 dias 19 de novembro de 1917  | 19 anos, 181 dias      | 11 de maio de 1937      | 66 anos, 66 dias  |
|  | 36 | Bernardino Machado                      | 28 de março de 1851     | 62 anos, 318 dias 9 de fevereiro de 1914  | 70 anos, 57 dias 24 de maio de 1921       | 22 anos, 341 dias      | 29 de abril de 1944     | 93 anos, 32 dias  |
|  | 37 | Victor Hugo de Azevedo Coutinho         | 12 de novembro de 1871  | 43 anos, 30 dias 12 de dezembro de 1914   | 43 anos, 74 dias 25 de janeiro de 1915    | 40 anos, 153 dias      | 27 de junho de 1955     | 83 anos, 227 dias |
|  | 38 | Joaquim Pimenta de Castro               | 5 de novembro de 1846   | 68 anos, 81 dias 25 de janeiro de 1915    | 68 anos, 190 dias 14 de maio de 1915      | 3 anos, 0 dias         | 14 de maio de 1918      | 71 anos, 190 dias |
|  | 39 | José de Castro                          | 7 de abril de 1848      | 67 anos, 40 dias 17 de maio de 1915       | 67 anos, 237 dias 30 de novembro de 1915  | 13 anos, 243 dias      | 31 de julho de 1929     | 81 anos, 115 dias |
|  | 40 | António José de Almeida                 | 17 de julho de 1866     | 49 anos, 243 dias 16 de março de 1916     | 50 anos, 282 dias 25 de abril de 1917     | 12 anos, 189 dias      | 31 de outubro de 1929   | 63 anos, 106 dias |
|  | 41 | José Norton de Matos                    | 23 de março de 1867     | 50 anos, 198 dias 7 de outubro de 1917    | 50 anos, 260 dias 8 de dezembro de 1917   | 37 anos, 25 dias       | 2 de janeiro de 1955    | 87 anos, 285 dias |
|  | 42 | Sidónio Pais                            | 1 de maio de 1872       | 45 anos, 225 dias 12 de dezembro de 1917  | 46 anos, 227 dias 14 de dezembro de 1918  | 0 dias                 | 14 de dezembro de 1918  | 46 anos, 227 dias |
|  | 43 | João do Canto e Castro                  | 19 de maio de 1862      | 56 anos, 210 dias 15 de dezembro de 1918  | 56 anos, 218 dias 23 de dezembro de 1918  | 15 anos, 81 dias       | 14 de março de 1934     | 71 anos, 299 dias |
|  | 44 | João Tamagnini Barbosa                  | 30 de dezembro de 1883  | 34 anos, 358 dias 23 de dezembro de 1918  | 35 anos, 28 dias 27 de janeiro de 1919    | 29 anos, 323 dias      | 15 de dezembro de 1948  | 64 anos, 351 dias |
|  | 45 | José Relvas                             | 5 de março de 1858      | 60 anos, 328 dias 27 de janeiro de 1919   | 61 anos, 25 dias 30 de março de 1919      | 10 anos, 215 dias      | 31 de outubro de 1929   | 71 anos, 240 dias |
|  | 46 | Domingos Pereira                        | 19 de setembro de 1880  | 38 anos, 192 dias 30 de março de 1919     | 45 anos, 90 dias 18 de dezembro de 1925   | 30 anos, 314 dias      | 27 de outubro de 1956   | 76 anos, 38 dias  |
|  | 47 | Alfredo de Sá Cardoso                   | 6 de junho de 1864      | 55 anos, 23 dias 29 de junho de 1919      | 55 anos, 229 dias 21 de janeiro de 1920   | 30 anos, 93 dias       | 24 de abril de 1950     | 85 anos, 322 dias |
|  | 48 | Francisco Fernandes Costa               | 19 de abril de 1867     | 52 anos, 271 dias 15 de janeiro de 1920   | 52 anos, 271 dias 15 de janeiro de 1920   | 5 anos, 185 dias       | 19 de julho de 1925     | 58 anos, 91 dias  |
|  | 49 | António Maria Baptista                  | 3 de abril de 1863      | 56 anos, 340 dias 8 de março de 1920      | 57 anos, 64 dias 6 de junho de 1920       | 0 dias                 | 6 de junho de 1920      | 57 anos, 64 dias  |
|  | 50 | José Ramos Preto                        | 23 de outubro de 1870   | 49 anos, 227 dias 6 de junho de 1920      | 49 anos, 247 dias 26 de junho de 1920     | 28 anos, 195 dias      | 7 de janeiro de 1949    | 78 anos, 76 dias  |
|  | 51 | António Maria da Silva                  | 26 de maio de 1872      | 48 anos, 31 dias 26 de junho de 1920      | 54 anos, 3 dias 29 de maio de 1926        | 24 anos, 138 dias      | 14 de outubro de 1950   | 78 anos, 141 dias |
|  | 52 | António Granjo                          | 27 de dezembro de 1881  | 38 anos, 205 dias 19 de julho de 1920     | 39 anos, 296 dias 19 de outubro de 1921   | 0 dias                 | 19 de outubro de 1921   | 39 anos, 296 dias |
|  | 53 | Álvaro de Castro                        | 9 de novembro de 1878   | 42 anos, 11 dias 20 de novembro de 1920   | 45 anos, 241 dias 7 de julho de 1924      | 3 anos, 358 dias       | 29 de junho de 1928     | 49 anos, 233 dias |
|  | 54 | Liberato Pinto                          | 29 de setembro de 1880  | 40 anos, 62 dias 30 de novembro de 1920   | 40 anos, 154 dias 2 de março de 1921      | 28 anos, 186 dias      | 4 de setembro de 1949   | 68 anos, 340 dias |
|  | 55 | Tomé de Barros Queirós                  | 2 de fevereiro de 1872  | 49 anos, 111 dias 24 de maio de 1921      | 49 anos, 148 dias 30 de agosto de 1921    | 4 anos, 248 dias       | 5 de maio de 1926       | 54 anos, 92 dias  |
|  | 56 | Manuel Maria Coelho                     | 6 de março de 1857      | 64 anos, 227 dias 19 de outubro de 1921   | 64 anos, 244 dias 5 de novembro de 1921   | 21 anos, 65 dias       | 9 de janeiro de 1943    | 85 anos, 309 dias |
|  | 57 | Carlos Maia Pinto                       | 5 de junho de 1866      | 55 anos, 153 dias 5 de novembro de 1921   | 55 anos, 194 dias 16 de dezembro de 1921  | 10 anos, 322 dias      | 2 de novembro de 1932   | 66 anos, 150 dias |
|  | 58 | Francisco da Cunha Leal                 | 22 de agosto de 1888    | 33 anos, 116 dias 16 de dezembro de 1921  | 33 anos, 168 dias 6 de fevereiro de 1922  | 48 anos, 79 dias       | 26 de abril de 1970     | 81 anos, 247 dias |
|  | 59 | António Ginestal Machado                | 3 de maio de 1874       | 49 anos, 196 dias 15 de novembro de 1923  | 49 anos, 229 dias 18 de dezembro de 1923  | 16 anos, 193 dias      | 28 de junho de 1940     | 66 anos, 56 dias  |
|  | 60 | Alfredo Rodrigues Gaspar                | 8 de agosto de 1865     | 58 anos, 334 dias 7 de julho de 1924      | 59 anos, 106 dias 22 de novembro de 1924  | 14 anos, 8 dias        | 30 de novembro de 1938  | 73 anos, 114 dias |
|  | 61 | José Domingues dos Santos               | 8 de maio de 1887       | 37 anos, 198 dias 22 de novembro de 1924  | 37 anos, 284 dias 16 de fevereiro de 1925 | 33 anos, 181 dias      | 16 de agosto de 1958    | 71 anos, 100 dias |
|  | 62 | Vitorino Guimarães                      | 13 de novembro de 1876  | 48 anos, 95 dias 16 de fevereiro de 1925  | 48 anos, 231 dias 2 de julho de 1925      | 32 anos, 108 dias      | 18 de outubro de 1957   | 80 anos, 339 dias |
|  | 63 | José Mendes Cabeçadas                   | 19 de agosto de 1883    | 42 anos, 285 dias 31 de maio de 1926      | 42 anos, 302 dias 17 de junho de 1926     | 38 anos, 359 dias      | 11 de junho de 1965     | 81 anos, 296 dias |
|  | 64 | Manuel Gomes da Costa                   | 14 de janeiro de 1863   | 63 anos, 154 dias 17 de junho de 1926     | 63 anos, 176 dias 9 de julho de 1926      | 3 anos, 161 dias       | 17 de dezembro de 1929  | 66 anos, 337 dias |
|  | 65 | Óscar Carmona                           | 24 de novembro de 1869  | 56 anos, 227 dias 9 de julho de 1926      | 58 anos, 146 dias 18 de abril de 1928     | 23 anos, 0 dias        | 18 de abril de 1951     | 81 anos, 145 dias |
|  | 66 | José Vicente de Freitas                 | 22 de janeiro de 1869   | 59 anos, 87 dias 18 de abril de 1928      | 60 anos, 168 dias 9 de julho de 1929      | 23 anos, 57 dias       | 4 de setembro de 1952   | 83 anos, 226 dias |
|  | 67 | Artur Ivens Ferraz                      | 1 de dezembro de 1870   | 58 anos, 220 dias 9 de julho de 1929      | 59 anos, 51 dias 21 de janeiro de 1930    | 2 anos, 361 dias       | 16 de janeiro de 1933   | 62 anos, 46 dias  |
|  | 68 | Luís Maria Lopes da Fonseca             | 1 de março de 1883      | 46 anos, 229 dias 16 de outubro de 1929   | 46 anos, 239 dias 26 de outubro de 1929   | 45 anos, 43 dias       | 8 de dezembro de 1974   | 91 anos, 282 dias |
|  | 69 | Domingos Oliveira                       | 31 de julho de 1873     | 56 anos, 174 dias 21 de janeiro de 1930   | 58 anos, 340 dias 5 de julho de 1932      | 25 anos, 172 dias      | 24 de dezembro de 1957  | 84 anos, 146 dias |
|  | 70 | António de Oliveira Salazar             | 28 de abril de 1889     | 43 anos, 68 dias 5 de julho de 1932       | 79 anos, 152 dias 27 de setembro de 1968  | 1 ano, 303 dias        | 27 de julho de 1970     | 81 anos, 90 dias  |
|  | 71 | Marcello Caetano                        | 17 de agosto de 1906    | 62 anos, 41 dias 27 de setembro de 1968   | 67 anos, 251 dias 25 de abril de 1974     | 6 anos, 184 dias       | 26 de outubro de 1980   | 74 anos, 70 dias  |
|  | 72 | Adelino da Palma Carlos                 | 3 de março de 1905      | 69 anos, 74 dias 16 de maio de 1974       | 69 anos, 137 dias 18 de julho de 1974     | 18 anos, 99 dias       | 25 de outubro de 1992   | 87 anos, 236 dias |
|  | 73 | Vasco Gonçalves                         | 3 de maio de 1921       | 53 anos, 76 dias 18 de julho de 1974      | 54 anos, 139 dias 19 de setembro de 1975  | 29 anos, 265 dias      | 11 de junho de 2005     | 84 anos, 39 dias  |
|  | 74 | José Pinheiro de Azevedo                | 5 de junho de 1917      | 58 anos, 106 dias 19 de setembro de 1975  | 59 anos, 18 dias 23 de junho de 1976      | 7 anos, 48 dias        | 10 de agosto de 1983    | 66 anos, 66 dias  |
|  | 75 | Vasco Almeida e Costa                   | 26 de julho de 1932     | 43 anos, 333 dias 23 de junho de 1976     | 43 anos, 363 dias 23 de julho de 1976     | 34 anos, 2 dias        | 25 de julho de 2010     | 77 anos, 364 dias |
|  | 76 | Mário Soares                            | 7 de dezembro de 1924   | 51 anos, 229 dias 23 de julho de 1976     | 60 anos, 334 dias 6 de novembro de 1985   | 31 anos, 62 dias       | 7 de janeiro de 2017    | 92 anos, 31 dias  |
|  | 77 | Alfredo Nobre da Costa                  | 10 de setembro de 1923  | 54 anos, 353 dias 29 de agosto de 1978    | 55 anos, 73 dias 22 de novembro de 1978   | 17 anos, 131 dias      | 1 de abril de 1996      | 72 anos, 204 dias |
|  | 78 | Carlos Alberto da Mota Pinto            | 25 de julho de 1936     | 42 anos, 120 dias 22 de novembro de 1978  | 43 anos, 7 dias 1 de agosto de 1979       | 5 anos, 279 dias       | 7 de maio de 1985       | 48 anos, 286 dias |
|  | 79 | Maria de Lourdes Pintasilgo             | 18 de janeiro de 1930   | 49 anos, 195 dias 1 de agosto de 1979     | 49 anos, 350 dias 3 de janeiro de 1980    | 24 anos, 189 dias      | 10 de julho de 2004     | 74 anos, 174 dias |
|  | 80 | Francisco Sá Carneiro                   | 19 de julho de 1934     | 45 anos, 168 dias 3 de janeiro de 1980    | 46 anos, 138 dias 4 de dezembro de 1980   | 0 dias                 | 4 de dezembro de 1980   | 46 anos, 138 dias |
|  | 81 | Diogo Freitas do Amaral                 | 21 de julho de 1941     | 39 anos, 136 dias 4 de dezembro de 1980   | 39 anos, 172 dias 9 de janeiro de 1981    | 38 anos, 267 dias      | 3 de outubro de 2019    | 78 anos, 74 dias  |
|  | 82 | Francisco Pinto Balsemão                | 1 de setembro de 1937   | 43 anos, 130 dias 9 de janeiro de 1981    | 45 anos, 281 dias 9 de junho de 1983      | 41 anos, 284 dias      | vivo                    | 87 anos, 200 dias |
|  | 83 | Aníbal Cavaco Silva                     | 15 de julho de 1939     | 46 anos, 114 dias 6 de novembro de 1985   | 56 anos, 105 dias 28 de outubro de 1995   | 29 anos, 143 dias      | vivo                    | 85 anos, 248 dias |
|  | 84 | António Guterres                        | 30 de abril de 1949     | 46 anos, 181 dias 28 de outubro de 1995   | 52 anos, 341 dias 6 de abril de 2002      | 22 anos, 348 dias      | vivo                    | 75 anos, 324 dias |
|  | 85 | José Manuel Durão Barroso               | 23 de março de 1956     | 46 anos, 14 dias 6 de abril de 2002       | 48 anos, 116 dias 17 de julho de 2004     | 20 anos, 246 dias      | vivo                    | 68 anos, 362 dias |
|  | 86 | Pedro Santana Lopes                     | 29 de junho de 1956     | 48 anos, 18 dias 17 de julho de 2004      | 48 anos, 256 dias 12 de março de 2005     | 20 anos, 8 dias        | vivo                    | 68 anos, 264 dias |
|  | 87 | José Sócrates                           | 6 de setembro de 1957   | 47 anos, 187 dias 12 de março de 2005     | 53 anos, 288 dias 21 de junho de 2011     | 13 anos, 272 dias      | vivo                    | 67 anos, 195 dias |
|  | 88 | Pedro Passos Coelho                     | 24 de julho de 1964     | 46 anos, 332 dias 21 de junho de 2011     | 51 anos, 125 dias 26 de novembro de 2015  | 9 anos, 114 dias       | vivo                    | 60 anos, 239 dias |
|  | 89 | António Costa                           | 17 de julho de 1961     | 54 anos, 132 dias 26 de novembro de 2015  | 62 anos, 260 dias 2 de abril de 2024      | 352 dias               | vivo                    | 63 anos, 246 dias |
|  | 90 | Luís Montenegro                         | 16 de fevereiro de 1973 | 51 anos, 46 dias 2 de abril de 2024       | Incumbente                                | Incumbente             | vivo                    | 52 anos, 32 dias  |